# Azannes-et-Soumazannes
Azannes-et-Soumazannes ist eine französische Gemeinde mit 160 Einwohnern (Stand: 1. Januar 2022) im Département Meuse in der Region Grand Est (bis 2015 Lothringen). Sie gehört zum Arrondissement Verdun und zum Kanton Montmédy. Die Einwohner werden Azannois genannt.

## Geografie
Azannes-et-Soumazannes liegt etwa 25 Kilometer nordnordöstlich von Verdun. Hier entspringt das Flüsschen Thinte, das zum Loison entwässert. Umgeben wird Azannes-et-Soumazannes von den Nachbargemeinden Chaumont-devant-Damvillers im Nordwesten und Norden, Romagne-sous-les-Côtes im Norden, Mangiennes im Nordosten, Billy-sous-Mangiennes im Nordosten und Osten, Gremilly im Osten und Südosten, Ornes im Süden, Beaumont-en-Verdunois im Südwesten sowie Ville-devant-Chaumont im Westen.

## Bevölkerungsentwicklung
| Jahr                       | 1962 | 1968 | 1975 | 1982 | 1990 | 1999 | 2006 | 2011 | 2019 |
| Einwohner                  | 241  | 221  | 180  | 177  | 165  | 169  | 174  | 158  | 162  |
| Quellen: Cassini und INSEE |      |      |      |      |      |      |      |      |      |

## Sehenswürdigkeiten
- Kirche Saint-André, 1784 errichtet
- deutsche Soldatenfriedhöfe in Azannes (4750 Gräber) und Le Bochet (817 Gräber)

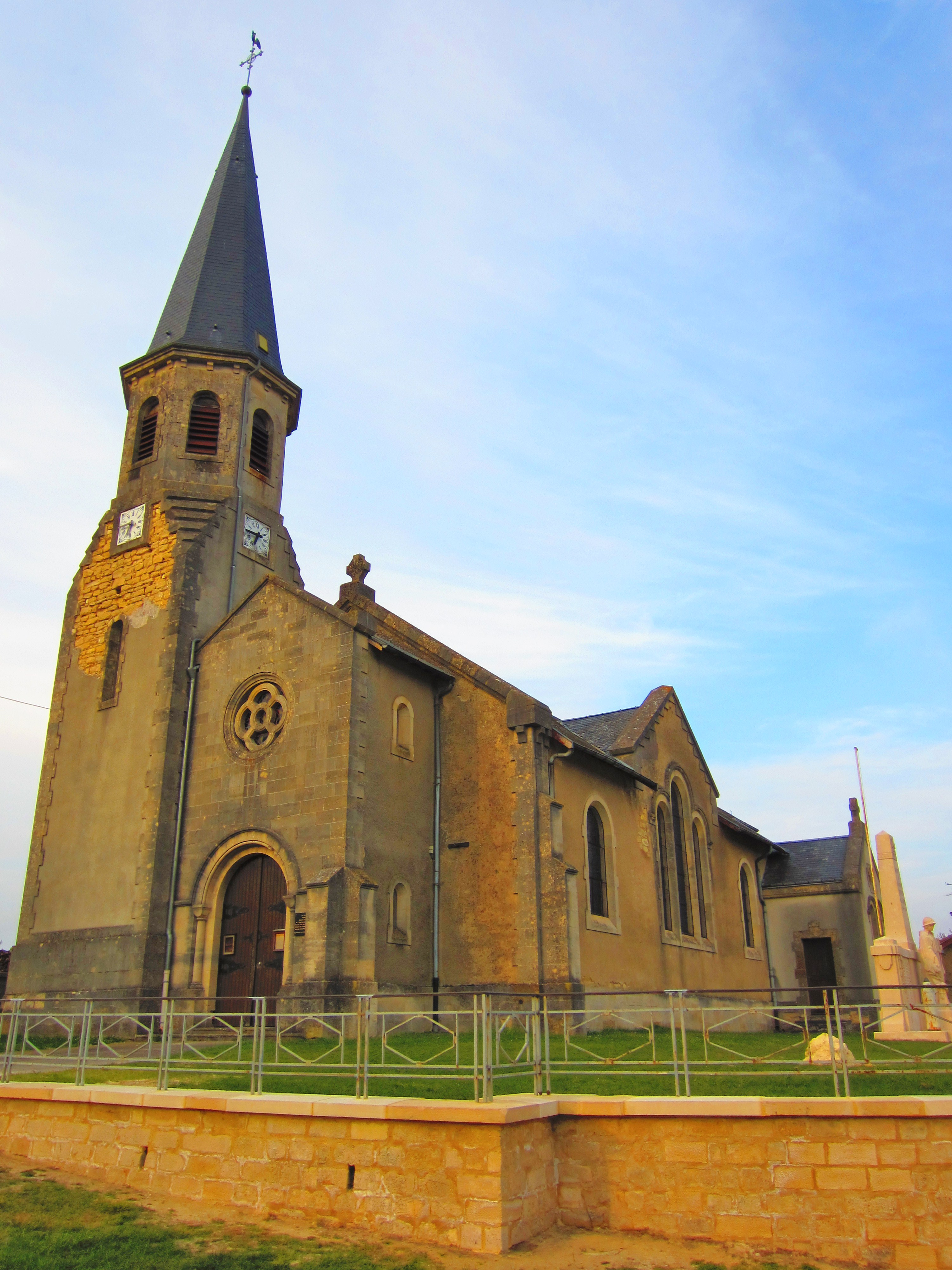
Kirche Saint-André